# ساندویچ فسقلی سوخته
«ساندویچ فسقلی سوخته» (به انگلیسی: Burnt Weeny Sandwich) آلبومی از هنرمند اهل ایالات متحده آمریکا فرانک زاپا است که در سال ۱۹۷۰ میلادی منتشر شد.